# Světový pohár v biatlonu 2013/2014 – Kontiolahti
8. podnik Světového poháru v biatlonu v sezóně 2013/14 probíhal od 13. do 16. března 2014 ve finském Kontiolahti. Na programu byly dva závody ve sprintech a stíhací závody. Z české reprezentace se na stupně vítězů probojovala Gabriela Soukalová, která obsadila ve druhém sprintu 15. března třetí místo.

## Program závodů
| Datum      | Disciplína           | Začátek (SEČ) | Počet závodníků |
| ---------- | -------------------- | ------------- | --------------- |
| 13. března | Sprint (muži)        | 15:10         | 88              |
| 13. března | Sprint (ženy)        | 17:45         | 85              |
| 15. března | Sprint (muži)        | 12:15         | 89              |
| 15. března | Sprint (ženy)        | 14:45         | 87              |
| 16. března | Stíhací závod (muži) | 10:45         | 58              |
| 16. března | Stíhací závod (ženy) | 12:15         | 60              |

## Přehled medailí
| Pořadí | Země                   | Zlato | Stříbro | Bronz | Celkově |
| ------ | ---------------------- | ----- | ------- | ----- | ------- |
| 1.     | Norsko                 | 3     | 1       | 0     | 4       |
| 2.     | Finsko                 | 3     | 0       | 1     | 4       |
| 3.     | Rusko                  | 0     | 2       | 1     | 3       |
| 4.     | Francie                | 0     | 2       | 0     | 2       |
| 5.     | Bělorusko              | 0     | 1       | 0     | 1       |
| 6.     | Česko                  | 0     | 0       | 1     | 1       |
| 6.     | Německo                | 0     | 0       | 1     | 1       |
| 6.     | Spojené státy americké | 0     | 0       | 1     | 1       |
| 6.     | Švédsko                | 0     | 0       | 1     | 1       |
|        | Celkem                 | 6     | 6       | 6     | 18      |

## Medailové výsledky

### Muži
| Disciplína              | První místo          | Druhé místo      | Třetí místo   |
| Sprint (10 km)          | Johannes Thingnes Bø | Martin Fourcade  | Arnd Peiffer  |
| Sprint (10 km)          | Johannes Thingnes Bø | Alexandr Loginov | Lowell Bailey |
| Stíhací závod (12,5 km) | Johannes Thingnes Bø | Martin Fourcade  | Björn Ferry   |

### Ženy
| Disciplína            | První místo         | Druhé místo       | Třetí místo        |
| Sprint (7,5 km)       | Kaisa Mäkäräinenová | Olga Zajcevová    | Mari Laukkanenová  |
| Sprint (7,5 km)       | Kaisa Mäkäräinenová | Tora Bergerová    | Gabriela Soukalová |
| Stíhací závod (10 km) | Kaisa Mäkäräinenová | Darja Domračevová | Olga Zajcevová     |